# Villa Urquiza
Villa Urquiza, comumente chamada de Villurca, é um bairro da cidade argentina de Buenos Aires. É limitado pela avenida dos Constituyentes, La Pampa, avenida doutor Rómulo S. Naón, Franklin Delano Roosevelt, Tronador, San Francisco de Asís, as vias do ferrocarril General Bartolomé Mitre, Núñez, Galván e Crisólogo Larralde.

## História
O bairro foi fundado por Don Francisco Seeber no domingo, 2 de outubro de 1887. Esta data não foi documentada, e que o próprio Seeber, em seu livro Importância Econômica e Financeira da República Argentina..., registra 1888 como o ano de fundação.
Nos últimos anos Villa Urquiza teve uma decolagem ampla na zona comercial (avenida de Triunvirato) e foi dotada também pela realização de 2 estações novas do subte da linha B. (Tronador e Los Incas).
A esta linha de subte se adicionaram 2 estações novas que estão sendo planeadas e transformar-se-á a mais longa de toda a cidade, conectando a Villa Urquiza ao centro e às zonas remotas. Estas 2 estações novas têm um custo de 100 milhões pesos de Argentina (aproximadamente 25 milhão euros).

## Cultura
A Villa Urquiza foi o berço de artistas de tango como Celedonio Flores e Jorge Casal, o pianista Pacífico Lambertucci e a dançarina Carmencita Molinari.